# Leon Pastor
Leon Pastor (ur. 7 czerwca 1846 w Mielcu, zm. 4 lutego 1912 w Leżajsku) – duchowny rzymskokatolicki, kanonik honorowy, poseł do Rady Państwa i Sejmu Krajowego Galicji.

## Życiorys
Urodził się w 1846 w Mielcu jako syn miejscowego lekarza Adolfa (zm. w 1847) i Franciszki z Smalbachów. Ukończył szkołę powszechną i gimnazjum w Rzeszowie, a następnie Seminarium Duchowne w Przemyślu. Otrzymał święcenia kapłańskie w 1869 i przez kllka lat był wikarym przy przemyskiej katedrze oraz kapelanem więzienia. W latach 1873–1874 był także katechetą w szkole ludowej i niższej realnej i równocześnie suplentem katechetyki i metodyki nauczania religii w Seminarium Duchownym. Był osobą muzykalną, dobrym śpiewakiem i uzdolnionym kaznodzieją.
Od 1875 do 1898 był proboszczem Parafii św. Wawrzyńca w Radymnie w pow. jarosławskim. Przeprowadził tam remont kościoła parafialnego. Był jednym z pierwszych księży w diecezji przemyskiej którzy podjęli szeroką działalność społeczną na rzecz podniesienia poziomu oświaty a także materialnego swoich parafian. Założył Towarzystwo powroźnicze w Radymnie, skupiające miejscowych rzemieślników i przez wiele lat był jego dyrektorem. Był także kuratorem powstałej z jego inicjatywy szkoły rzemieślniczej oraz założycielem miejscowej kasy pożyczkowej. Od 1878 był członkiem Galicyjskiego Towarzystwa Gospodarskiego we Lwowie. Był także członkiem Rady Powiatu w Jarosławiu (1887-1891). W latach 1898–1910 był proboszczem w Bieczu, od 1901 prałatem, a od 1905 dziekanem tamtejszym. Przy fachowej pomocy konserwatorów krakowskich przeprowadził restaurację wnętrza tamtejszego renesansowego kościoła parafialnego. Członek Rady Powiatu w Gorlicach (1901-1910). W latach 1910–1912 proboszcz Parafii Trójcy Przenajświętszej w Leżajsku w 1910.
Był zaangażowany politycznie, szybko zyskał renomę zręcznego, umiarkowanego lecz zmiennego polityka.
Był posłem do austriackiej Rady Państwa VIII kadencji (13 stycznia 1893 - 22 stycznia 1897), IX kadencji (27 marca 1897 - 7 września 1900), X kadencji (31 stycznia 1901 - 30 stycznia 1907) i XI kadencji (17 czerwca 1907 - 30 marca 1911). Po raz pierwszy został wybrany w kadencji VIII w wyborach uzupełniających po śmierci Władysława Koziebrodzkiego w kurii IV (gmin wiejskich) z okręgu nr 13 (Jarosław-Radymno-Sieniawa-Pruchnik-Cieszanów-Lubaczów). W kadencji IX wybrano go w kurii V (powszechnej) z okręgu wyborczego nr 8 (Jarosław–Radymno-Sieniawa-Pruchnik-Łańcut– Przeworsk-Leżajsk-Lubaczów-Cieszanów–Jaworów–Krakowiec-Gródek-Janów), w kadencji X z kurii IV (gmin wiejskich) z okręgu wyborczego 10 (Jasło-Frysztak-Gorlice-Biecz-Krosno-Żmigród-Dukla). Po zmianie prawa wyborczego mandat zdobył w galicyjskim okręgu wyborczym nr 24 (Jasło-Gorlice-Grybów-Biecz-Strzyżów-Frysztak-Pilzno-Dębica). Należał do parlamentarnych komisji: budżetowej i wojskowej. Był członkiem Koła Polskiego w Wiedniu, od 1907 drugim zastępcą prezesa Koła. Akcentując swoją bezpartyjność, skupiał kolo siebie sympatyków nurtu chrześcijańsko-społecznego. Przez dłuższy czas współpracował z ks. Stanisławem Stojałowskim, mimo że do jego stronnictwa nie wstąpił. W 1905 stanął na czele zorganizowanego przez siebie Polskiego Centrum Ludowego, które próbowało rywalizować z Polskim Stronnictwem Ludowym. Jednak jako przywódca nie sprawdził się Wkrótce potem Centrum rozpadło się.
Dwukrotnie był posłem Sejmu Krajowego Galicji najpierw VIII kadencji (31 października 1905 - 12 października 1907) potem IX kadencji (15 września 1908 - 4 lutego 1912) wybieranym w kurii III (miast) w okręgu wyborczym nr 18 (Gorlice-Jasło). Pierwszy raz został wybrany w wyborach uzupełniających po śmierci Adama Skrzyńskiego. Po jego śmierci w 1912 jego mandat objął Ludomił German. W Sejmie Krajowym początkowo był reprezentantem Centrum Ludowego ale w 1908 przystąpił do Polskiego Stronnictwa Ludowego. Jednak już w maju 1909 wystąpił z niego zrażony antyklerykalizmem Jana Stapińskiego. W tym czasie naraził się bpowi Józefowi Pelczarowi, który patronował w swej diecezji Związkowi Katolicko-Społecznemu, a który Pastor zwalczał. W 1911 roku zrezygnował z mandatu w Sejmie Krajowym z powodu przegranej w wyborach do Rady Państwa, a według innych z powodu złego stanu zdrowia.
Zmarł 4 lutego 1912 w Leżajsku i tam został 9 lutego pochowany.

### Publikacje
Był autorem publikacji pt. Sześć krótkich nauk dogmatyczno-moralnych o rzeczywistej obecności Pana Jezusa w Najświętszym Sakramencie Ołtarza, Przemyśl 1886, oraz Kazania na temat pieśni kościelnych rozłożone na niektóre uroczystości kościelne, Przemyśl 1884, Wydał też: Mowę na pogrzebie śp. ks. Macieja Hebdy, Jarosław 1891.

### Wyróżnienia
W 1901 został tajnym szambelanem papieskim. W 1908 roku otrzymał tytuł kanonika honorowego kapituły przemyskiej. Był honorowym obywatelem miast Radymno, Biecz, Dębica.